# سيران (كليبر)
سيران هي قرية في مقاطعة كليبر، إيران. عدد سكان هذه القرية هو 23 في سنة 2006.